# Engleski Liga kup 2008./09.
Engleski Liga kup 2008./09., poznat i kao Carling Cup zbog sponzorstva, bilo je 49. izdanje ovog natjecanja za 92 engleska nogometna kluba. Naslov prvaka osvojio je Manchester United svladavši u finalu nakon boljeg izvođenja jedanaesteraca branitelja naslova, Tottenham.

## Prvo kolo
Izvlačenje parova prvog kola bilo je 13. lipnja 2008., a utakmice su odigrane 12. kolovoza 2008.
U prvom kolu natjecalo se 72 kluba iz sjeverne i južne Football League.
| Domaćin                 | Rez.       | Gost               |
| ----------------------- | ---------- | ------------------ |
| Preston North End       | 2 – 0      | Chesterfield       |
| Chester City            | 2 – 5      | Leeds United       |
| Leicester City          | 1 – 0      | Stockport County   |
| Sheffield United        | 3 - 1      | Port Vale          |
| Grimsby Town            | 2 – 0      | Tranmere Rovers    |
| Crewe Alexandra         | 2 – 0      | Barnsley           |
| Hartlepool United       | 3 – 0      | Scunthorpe United  |
| Derby County            | 3 - 1 pr.  | Lincoln City       |
| Notts County            | 1 - 0 pr.  | Doncaster Rovers   |
| Sheffield Wednesday     | 3 - 5 pen. | Rotherham United   |
| Shrewsbury Town         | 0 – 1      | Carlisle United    |
| Wolverhampton Wanderers | 3 - 2 pr.  | Accrington Stanley |
| Bury                    | 0 – 2      | Burnley            |
| Rochdale                | 1 - 4 pen. | Oldham Athletic    |
| Nottingham Forest       | 4 - 0      | Morecambe          |
| Huddersfield Town       | 4 – 0      | Bradford City      |
| Macclesfield Town       | 2 – 0      | Blackpool          |
| Walsall                 | 1 – 2      | Darlington         |

| Domaćin                | Rez.      | Gost                |
| ---------------------- | --------- | ------------------- |
| Coventry City          | 3 - 1     | Aldershot Town      |
| Milton Keynes Dons     | 1 – 0     | Norwich City        |
| Wycombe Wanderers      | 0 - 4     | Birmingham City     |
| Brighton & Hove Albion | 4 – 0     | Barnet              |
| Gillingham             | 0 – 1     | Colchester United   |
| Southend United        | 0 – 1 pr. | Cheltenham Town     |
| Swansea City           | 2 – 0     | Brentford           |
| Luton Town             | 2 – 0     | Plymouth Argyle     |
| Exeter City            | 1 – 3     | Southampton         |
| Watford                | 1 – 0     | Bristol Rovers      |
| Bournemouth            | 1 – 2     | Cardiff City        |
| Bristol City           | 2 – 1     | Peterborough United |
| Charlton Athletic      | 0 – 1     | Yeovil Town         |
| Millwall               | 0 – 1     | Northampton Town    |
| Swindon Town           | 2 – 3     | Queens Park Rangers |
| Crystal Palace         | 2 – 1     | Hereford United     |
| Dagenham & Redbridge   | 1 – 2     | Reading             |
| Ipswich Town           | 4 – 1     | Leyton Orient       |

## Drugo kolo
U drugo kolo, zajedno s pobjednicima prethodnog kola, ulaze 12 Premierligaških klubova. Utakmice su odigrane 25. kolovoza 2008.
| Domaćin                | Rez.       | Gost                    |
| ---------------------- | ---------- | ----------------------- |
| Ipswich Town           | 2 – 1      | Colchester United       |
| Coventry City          | 2 – 3 pr.  | Newcastle United        |
| Hartlepool United      | 3 - 1 pr.  | West Bromwich Albion    |
| West Ham United        | 4 – 1 pr.  | Macclesfield Town       |
| Huddersfield Town      | 1 – 2      | Sheffield United        |
| Cardiff City           | 2 – 1      | Milton Keynes Dons      |
| Swansea City           | 2 – 1 pr.  | Hull City               |
| Rotherham United       | 4 – 3 pen. | Wolverhampton Wanderers |
| Brighton & Hove Albion | 5 - 3 pen. | Manchester City         |
| Reading                | 5 – 1      | Luton Town              |
| Blackburn Rovers       | 4 – 1      | Grimsby Town            |
| Wigan Athletic         | 4 – 0      | Notts County            |
| Leeds United           | 4 – 0      | Crystal Palace          |
| Crewe Alexandra        | 2 – 1      | Bristol City            |
| Middlesbrough          | 5 – 1      | Yeovil Town             |
| Fulham                 | 3 – 2      | Leicester City          |
| Queens Park Rangers    | 4 – 0      | Carlisle United         |
| Nottingham Forest      | 1 – 2 pr.  | Sunderland              |
| Burnley                | 3 – 0      | Oldham Athletic         |
| Southampton            | 2 – 0      | Birmingham City         |
| Bolton Wanderers       | 1 – 2      | Northampton Town        |
| Watford                | 2 – 1 pr.  | Darlington              |
| Preston North End      | 0 – 1      | Derby County            |
| Cheltenham Town        | 2 – 3      | Stoke City              |

## Treće kolo
U treće kolo, zajedno s pobjednicima prethodnog kola, ulaze preostalih osam Premierligaških klubova koji se natječu u europskim natjecanjima. 
| Domaćin                | Rez.       | Gost                |
| ---------------------- | ---------- | ------------------- |
| Arsenal                | 6 – 0      | Sheffield United    |
| Brighton & Hove Albion | 1 - 4      | Derby County        |
| Burnley                | 1 – 0      | Fulham              |
| Portsmouth             | 0 - 4      | Chelsea             |
| Blackburn Rovers       | 1 - 0      | Everton             |
| Rotherham United       | 3 – 1      | Southampton         |
| Swansea City           | 1 – 0      | Cardiff City        |
| Ipswich Town           | 1 - 4      | Wigan Athletic      |
| Stoke City             | 4 – 3 pen. | Reading             |
| Leeds United           | 3 – 2      | Hartlepool United   |
| Watford                | 1 – 0      | West Ham United     |
| Manchester United      | 3 – 1      | Middlesbrough       |
| Liverpool              | 2 – 1      | Crewe Alexandra     |
| Aston Villa            | 0 - 1      | Queens Park Rangers |
| Sunderland             | 4 – 3 pen. | Northampton Town    |
| Newcastle United       | 1 - 2      | Tottenham Hotspur   |

## Četvrto kolo
Ždrijeb rasporeda utakmica za četvrto kolo održan je 27. rujna, a utakmice su odigrane 10. studenog 2008.
| Domaćin           | Rez.     | Gost                |
| ----------------- | -------- | ------------------- |
| Sunderland        | 1-2      | Blackburn Rovers    |
| Arsenal           | 3-0      | Wigan Athletic      |
| Chelsea           | 4-5 (p.) | Burnley             |
| Swansea City      | 0-1      | Watford             |
| Manchester United | 1-0      | Queens Park Rangers |
| Stoke City        | 2-0      | Rotherham United    |
| Derby County      | 2-1      | Leeds United        |
| Tottenham Hotspur | 4-2      | Liverpool           |

## Peto kolo
Ždrijeb petog kola održan je 15. studenog, a utakmice su odigrane 1. prosinca. 
| Domaćin           | Rez. | Gost              |
| ----------------- | ---- | ----------------- |
| Burnley           | 2-0  | Arsenal           |
| Stoke City        | 0-1  | Derby County      |
| Watford           | 1-2  | Tottenham Hotspur |
| Manchester United | 5-3  | Blackburn Rovers  |

## Polufinale
Ždrijeb polufinala održan je 6. prosinca. Prve utamice odigrane su 6. i 7. siječnja, a uzvrati 20. i 21. siječnja.
| Domaćin           | Uk. rez. | Gost              | 1. ut. | 2. ut.    |
| ----------------- | -------- | ----------------- | ------ | --------- |
| Tottenham Hotspur | 5-5      | Burnley           | 4-1    | 2-3 (pr.) |
| Derby County      | 3-4      | Manchester United | 1-0    | 2-4       |

## Finale
Finale je odigrano 1. ožujka 2009. na stadionu Wembley.
| 1. ožujka 2009. 15:00 |           |                   |                                                          |
| Tottenham Hotspur     | 0:0       | Manchester United | Wembley, London Broj gledatelja: 88.217 Sudac: Chris Foy |
|                       | izvještaj |                   | Wembley, London Broj gledatelja: 88.217 Sudac: Chris Foy |

|                              |     | jedanaesterci          |  |  |
| Giggs Tévez Ronaldo Anderson | 4:1 | O'Hara Ćorluka Bentley |  |  |
|                              |     |                        |  |  |

## Vanjske poveznice
- Službena stranica